# Castel del Monte (L'Aquila)
Castel del Monte  es un municipio situado en el territorio de la Provincia de L'Aquila, en Abruzos (Italia).

## Demografía
| Gráfica de evolución demográfica de Castel del Monte entre 1861 y 2001 |
|                                                                        |
| fuente ISTAT - elaboración gráfica a cargo de Wikipedia                |

## Imágenes

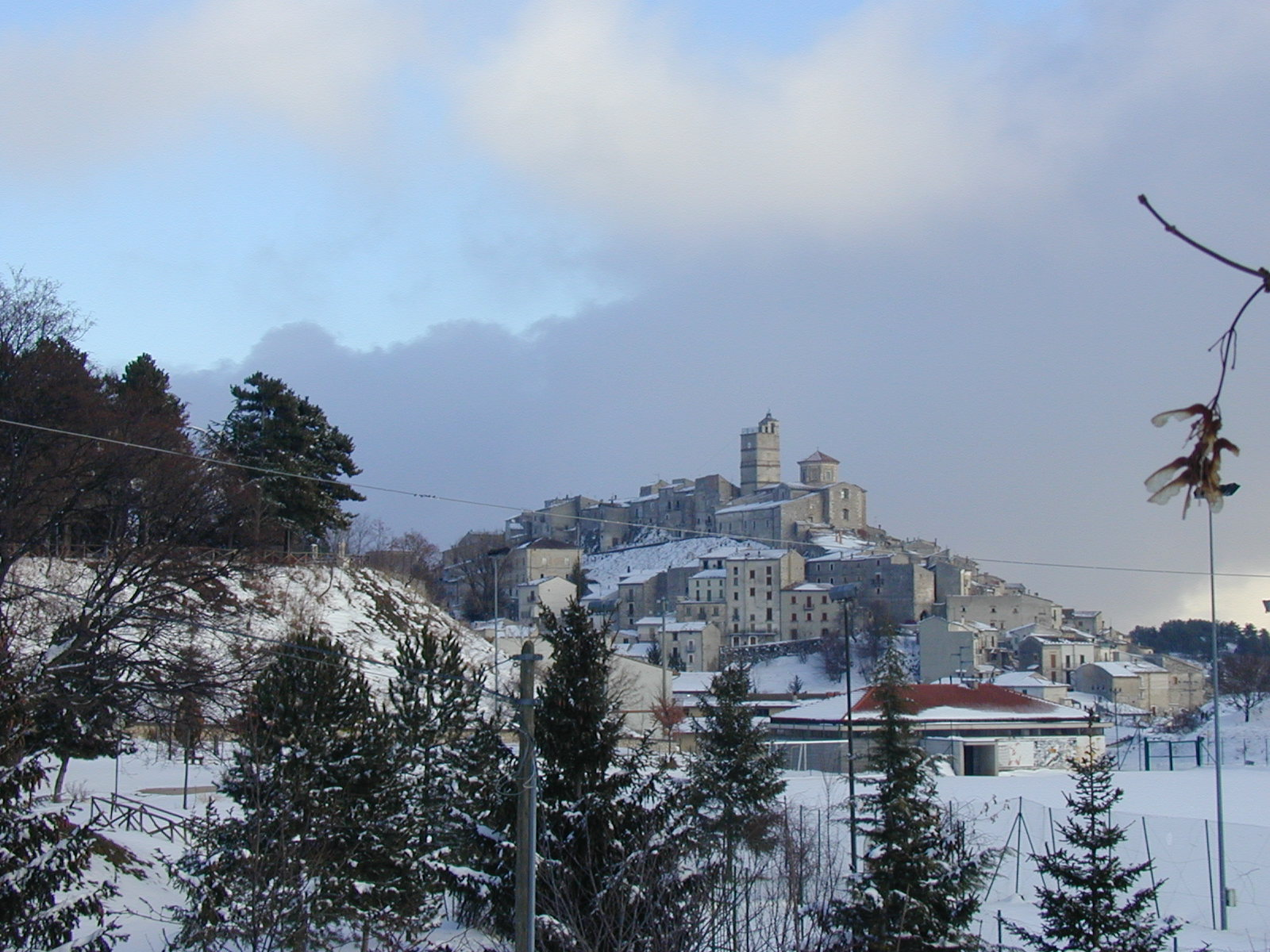
Castel del Monte.
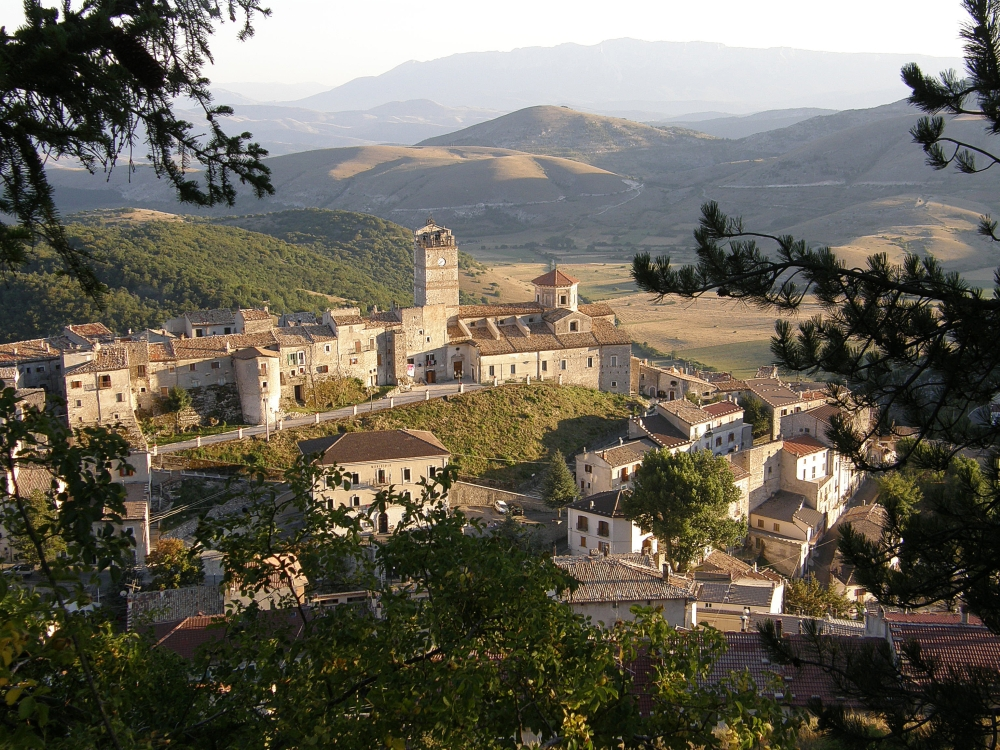
La localidad vista desde el monte Bolza.
Ubicación de Castel del Monte en la Provincia de L'Aquila